# Avgustina
Avgustina je žensko osebno ime.

## Izvor imena
Ime Avgustina je različica ženskega osebnega imena Avgusta.

## Pogostost imena
Po podatkih Statističnega urada Republike Slovenije je bilo na dan 31. decembra 2007 v Sloveniji število ženskih oseb z imenom Avgustina: 18.

## Osebni praznik
Osebe z imenom Avgustina godujejo takrat kot osebe z imenom Avgusta.